# Heliophisma
Heliophisma is een geslacht van vlinders van de familie spinneruilen (Erebidae).

## Soorten
- H. catocalina Holland, 1894
- H. klugii (Boisduval, 1833)
- H. xanthoptera (Hampson, 1910)